# Sweet Hitch-Hiker
Sweet Hitch-Hiker är en låt av Creedence Clearwater Revival från 1971, skriven av gruppens sångare John Fogerty. Låten var den första singeln från albumet Mardi Gras, och deras första som trio då Tom Fogerty hoppat av gruppen. Singelns b-sida "Door to Door" var skriven av basisten Stu Cook.
Sweet Hitch-Hiker kom att bli gruppens sista stora internationella hit, och efter denna gavs deras sista singel "Someday Never Comes" ut innan gruppen upplöstes 1972.

## Listplaceringar
| Lista (1971)   | Topplacering          |
| -------------- | --------------------- |
| Australien     | 9 (Go Set)            |
| Danmark        | 3 (DR "Top Ti")       |
| Finland        | 8                     |
| Italien        | 19 (Musica e Dischi)  |
| Kanada         | 1 (RPM)               |
| Nederländerna  | 5                     |
| Norge          | 4 (VG-lista)          |
| Schweiz        | 1                     |
| Spanien        | 19                    |
| Storbritannien | 36 (UK Singles Chart) |
| Sverige        | 9 (Kvällstoppen)      |
| USA            | 6 (Billboard Hot 100) |
| Västtyskland   | 6                     |